# Cacera de foques

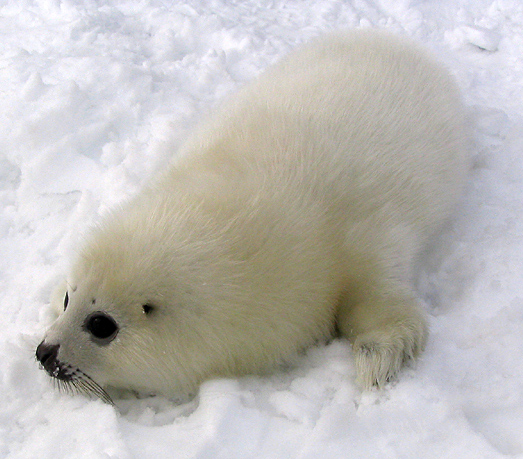
Cadell de foca arpa

La cacera de foques és una activitat consistent en l'obtenció de recursos a partir de foques, principalment cadells de foques arpa (el 95% aproximadament).
Principalment es dona al Canadà i Groenlàndia, on s'estima que en total cada any es maten uns cinc-cents mil exemplars.
El mètode més habitual per matar-les és aixafar-los el crani amb un bec de ferro o amb pals amb un garfi en una extremitat, si bé de vegades s'empren rifles. Segons els ecologistes, de vegades també són escorxades vives.

## Canadà

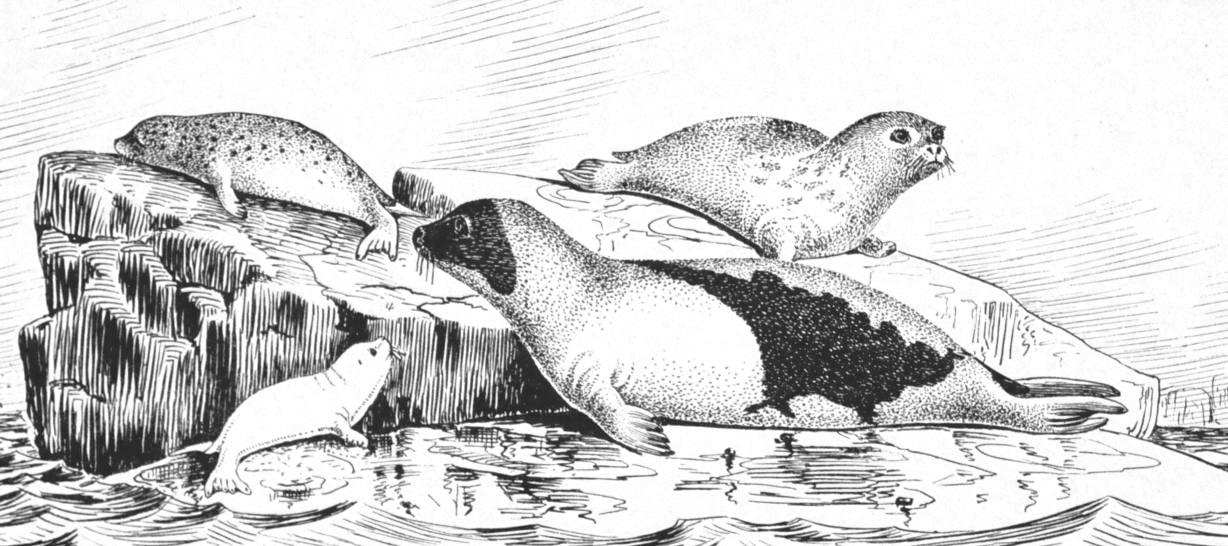
Dibuix d'unes foques arpa o Phoca Groenlandica al Canadà.

La cacera de foques al Canadà és una cita anual en la qual pescadors canadencs es dediquen a disparar i caçar cadells de foques arpa en la temporada de cacera, malgrat l'oposició de bona part de l'opinió pública i les constants protestes de grups defensors dels drets dels animals. Cada any s'extermina al voltant d'unes 350.000 foques joves davant la costa est del Canadà, d'altres milers queden mutilades o greument ferides per tota la vida.
Alguns científics, així com les organitzacions de protecció animal que protesten per les caceres, assenyalen que la debilitat del gel dels últims anys ha significat una mortalitat molt superior a la normal entre els cadells.
El professor David Lavigne, una de les majors autoritats científiques del món en foques arpa va informar que segons les mateixes dades de les autoritats canadenques, en els períodes recents en què el gel ha estat feble la mortalitat s'ha disparat entre el 25 i el 75% de les cries nascudes.
La falta de grans plaques de gel flotants també dificulta la cacera per als pescadors que han de disparar a les foques a distància, en comptes de colpejar-les al cap sobre les pannes de glaç com s'ha fet tradicionalment en el golf de San Lorenzo, on es realitza majoritàriament aquesta pràctica.

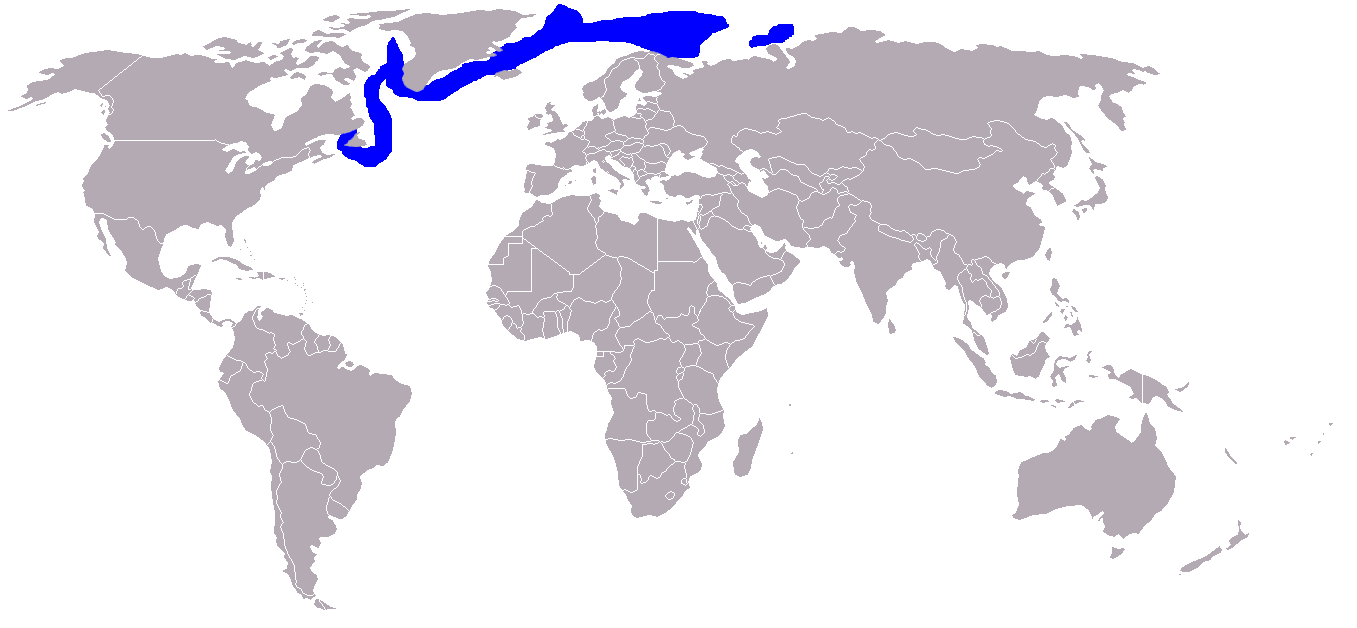
Localització de les foques arpa al Món

L'ús de rifles, la dispersió de les foques i la seva escassetat fa que cada vegada aquest tipus de cacera sigui menys rendible per als pescadors del Canadà.
Organitzacions com l'Humane Society of the United States (HSUS) i el Fons Internacional del Benestar Animal (IFAW) denuncien que la cacera no solament és "cruel" sinó que les elevades quotes de cacera permeses pel Canadà des de 1996 poden tenir un impacte catastròfic sobre el futur de la població de foques a la regió.
Només entre el 2003 i el 2005, els pescadors canadencs han caçat almenys un milió de foques arpa, alguna cosa més d'una sisena part de la població total a la costa atlàntica canadenca.
A més, argumenten HSUS i IFAW, els animals caçats són els més joves pel que l'impacte de la seva desaparició es veurà realment en els pròxims anys quan aquests exemplars haurien d'haver assolit la seva maduresa sexual.
Les autoritats canadenques, tanmateix, neguen que la seva gestió representi una amenaça per a les foques arpa. Segons el portaveu del Ministeri de Pesca canadenca, Phil Jenkins, les autoritats han inclòs en els seus models de gestió l'impacte mediambiental com l'escalfament global i la desaparició de la capa de gel.
John Efford, ministre de Pesca i Agricultura de Terranova, va declarar:
| «                                                            | "Voldria veure aquests sis milions de foques -o qualsevol que sigui el seu nombre- mortes i venudes, destruïdes o cremades. No m'interessa el que els passi. (...) Quantes més morin més feliç seré" | » |
| — John Efford, ministre de Pesca i Agricultura de Terranova, | |   |